# Federico Aubele
Federico Aubele (ur. 26 sierpnia 1974 w Buenos Aires) – argentyński gitarzysta, wokalista i producent muzyczny. Jego styl stanowi syntezę gatunków północnoamerykańskich (rock, hip-hop, reggae i dub) i południowoamerykańskich (bossa nova, tango, bolero i latin jazz). Śpiewa przeważnie po hiszpańsku. Przez wiele lat związany z zespołem Thievery Corporation i należącą do niego wytwórnią Eighteenth Street Lounge Music, pod szyldem której zadebiutował (2003) i wydał większość swoich albumów studyjnych. Z zespołem i wytwórnią związana jest również jego żona, Natalia Clavier.

## Życiorys i kariera artystyczna
Federico Aubele urodził się i wychowywał w Buenos Aires. Słuchał głównie muzyki w języku angielskim: rocka, hip-hopu, reggae i dubu, choć w jego rodzinnym domu słuchano takich gatunków jak: bossa nova, tango, bolero i latin jazz. W 2001 roku, w szczytowym punkcie kryzysu gospodarczego w Argentynie przeniósł się do Berlina, gdzie mieszkał przez kilka lat.

### Gran Hotel Buenos Aires(2003)
W Berlinie związał się z Thievery Corporation, po czym podpisał kontrakt z należącą do zespołu wytwórnią Eighteenth Street Lounge Music, w której zadebiutował w 2003 roku, wydając trzy single: „Postales”/„El Amor de Este Pueblo”, „Contigo”/„Ante Tus Ojos” oraz „Esta Noche”/„Malena”, a następnie album, Gran Hotel Buenos Aires, wyprodukowany przez Thievery Corporation. Album został nagrany w całości w języku hiszpańskim, a muzycznie stanowił połączenie takich gatunków jak: downtempo, muzyka elektroniczna, tango, jazz i muzyka latynoamerykańska. Później przeniósł się do Barcelony, po czym wrócił do Buenos Aires. W Barcelonie poznał piosenkarkę i swoją przyszłą żonę, Natalię Clavier, również jak on emigrantkę z Argentyny.
W 2006 roku Aubele i Clavier przeprowadzili się razem do Austin w Stanach Zjednoczonych, gdzie we wrześniu wystąpili wspólnie na Austin City Limit Music Festival.

### Panamericana(2007)
W 2007 roku Aubele wydał swój drugi album, Panamericana, którego tytuł nawiązuje do hiszpańskiej nazwy Drogi Panamerykańskiej, symbolizującej tu połączenie słyszanych w dzieciństwie gatunków muzycznych w formę prostych piosenek, przemierzających kontynent, niczym autostrada. Zagrał na nim na większości instrumentów i zaśpiewał połowę piosenek, zaś drugą połowę zaśpiewała Natalia Clavier. Producentem był Eric Hilton z Thievery Corporation. Album zajął 19. miejsce na liście Top Dance/Electronic Albums tygodnika Billboard.

### Amatoria(2009)
19 maja 2009 roku ukazał się kolejny album Aubele, Amatoria, który doszedł do 14. miejsca na liście Latin Pop Albums tygodnika Billboard). Aubele skomponował wszystkie utwory, zrealizował je przy użyciu różnych instrumentów (w tym gitary) oraz wyprodukował. Na trwającej 40 minut płycie słychać różnorodne wpływy, od downtempo i trip hopu po reggae, bolero, flamenco, tango i salsę, a także The Beatles. „Aubele jest mistrzem powściągliwości i niedopowiedzeń”, a jego piosenki „zawsze brzmią bardzo osobiście” – ocenił Alex Henderson z AllMusic. W kilku utworach wystąpiły gościnnie wokalistki: Natalia Clavier („Este Amor”), Sabina Sciubba („Otra Vez”) i Miho Hatori („Riendo Así”).

### Berlin 13(2011)
22 marca 2011 roku wyszedł czwarty album Aubele, Berlin 13. Inspiracją tego albumu była osobista przemiana, jakiej artysta doświadczył mieszkając w Berlinie oraz klimat miasta silnie związanego z muzyką elektroniczną. Aubele powrócił tu do swoich najgłębszych muzycznych inspiracji, skupiając się na tych, które uważał za kluczowe dla swojej artystycznej formacji – począwszy od podkładów muzycznych, poprzez samplery, aż po gitarę z nylonowymi strunami i swój barytonowy głos. Na albumie nie zabrakło ciężkich rytmów i ponurej dubowej atmosfery. Gościnnie wystąpili: Natalia Clavier, Karina Zeviani, brazylijski perkusista Mauro Refosco i amerykański muzyk Jesse Harris. Liczba 13 w tytule odnosi się do kart Tarota, gdzie 13. karta oznacza Śmierć, ale według Aubelego „może oznaczać głęboki kryzys, który eliminuje wszystko, co nie pozwala iść naprzód. Dokładnie tego doświadczyłem w Berlinie”.

### 5(2013)
22 października 2013 roku pod szyldem założonej przez siebie wytwórni 13Records Aubele wydał swój piąty album studyjny, zatytułowany 5. Dwie spośród jego 12 piosenek („La Noche Lenta” i „Carrousel Sin Fin”) zaśpiewała Natalia Clavier, a dwie inne: Melody Gardot („Somewhere Else”) i Ilhan Ersahin („El Mago”).

### The Holographic Moon(2022)
27 maja 2022 roku ukazał się szósty studyjny album Aubele, The Holographic Moon. Wystąpił na nim gościnnie (obok innych artystów) Mauro Refosco. Album zwiastowały single „Pink Spray Painted Clouds” i „Old Spanish Films” (z 23 marca 2022 roku). Teledysk do tego ostatniego był jednocześnie debiutem reżyserskim Aubele.

## Dyskografia
Lista według Discogs i AllMusic:
- 2003 – Gran Hotel Buenos Aires
- 2007 – Panamericana
- 2009 – Amatoria
- 2011 – Berlin 13
- 2013 – 5
- 2022 – The Holographic Moon